# كارل مالوني
كارل مالوني (بالإنجليزية: Karl Malone) ولد 24 يوليو 1963 هو لاعب كرة سلة أمريكي محترف لعب في الفترة من (1984 - 2004) لعب لفرق يوتاه جاز (1984 - 2003) ولوس أنجلوس لايكرز 2004 واعتزل اللعب بعدها.

## روابط خارجية
- كارل مالوني على موقع IMDb (الإنجليزية)
- كارل مالوني على موقع الموسوعة البريطانية (الإنجليزية)
- كارل مالوني على موقع ألو سيني (الفرنسية)
- كارل مالوني على موقع إن إن دي بي (الإنجليزية)
- كارل مالوني على موقع قاعدة بيانات الفيلم (الإنجليزية)
- كارل مالوني على موقع الاتحاد الدولي لكرة السلة (الإنجليزية)
- كارل مالوني على موقع الاتحاد الدولي لكرة السلة (الإنجليزية)
- كارل مالوني على موقع إن بي أي (الإنجليزية)
- كارل مالوني على موقع سبورتس رفرنس (الإنجليزية)
- كارل مالوني على موقع كرة السلة الأوروبية.كوم (الإنجليزية)
- كارل مالوني على موقع كلية كرة السلة في سبورتس رفرنس.كوم (الإنجليزية)
- كارل مالوني على موقع ريلجم (الإنجليزية)
- كارل مالوني على موقع بروبوليرز (الإنجليزية)
- كارل مالوني على موقع سبورتس رفرنس (الإنجليزية)
- كارل مالوني على موقع قاعدة بيانات المصارعة على الإنترنت (الإنجليزية)